# Ivanec
Ivanec (magyarul: Ivánc) város és község Horvátországban Varasd megyében. Közigazgatásilag még 28 település, Bedenec, Cerje Tužno, Gačice, Gečkovec, Horvatsko, Ivanečka Željeznica, Ivanečki Vrhovec, Ivanečko Naselje, Jerovec, Kaniža, Knapić, Lančić, Lovrečan, Lukavec, Margečan, Osečka, Pece, Prigorec, Punikve, Radovan, Ribić Breg, Salinovec, Seljanec, Stažnjevec, Škriljevec, Vitešinec, Vuglovec és Željeznica tartozik hozzá.

## Fekvése
Varasdtól 20 km-re délnyugatra, az Ivaneci-hegység északi részén, a Bednja-folyó felső folyásánál fekszik. Területének déli része az Ivaneci-hegység északi lejtőin, északi része a folyóvölgyben húzódik.

## Története
Ivanec területén már a kőkorszakban is éltek emberek, ezt bizonyítja az itt talált kő szekerce. A bronzkort egy bronz sarló maradványai képviselik.
Ivanec alapítása a Jeruzsálemi Szent János Lovagrend, közismertebb nevükön a johanniták, vagy ispotályosok nevéhez fűződik. A település nevét a lovagrend által itt emelt Keresztelő Szent János tiszteletére szentelt kápolnáról kapta. Nevének első változata még Sveti Ivan volt, mely csak később változott Ivanecre. A település létezésére az első adat 1201-ből való, amikor a zágrábi püspökség jalkoveci birtokával kapcsolatban említenek egy "villa hospitalariorum" nevű falut, mint az ispotályosok birtokát. Történészek ebből arra következtetnek, hogy a rendnek már a 12. század végén volt egy faluja a mai város környékén. Az első írott forrás, mely egyértelműen megemlíti a johanniták itteni birtokát IV. Béla király 1238-ban kelt oklevele. A birtok központja Béla vára volt, de Béla várán kívül még több uradalmi központ is volt a vidéken, ilyen volt Ivanec mellett Cerje és Jurketinec is.

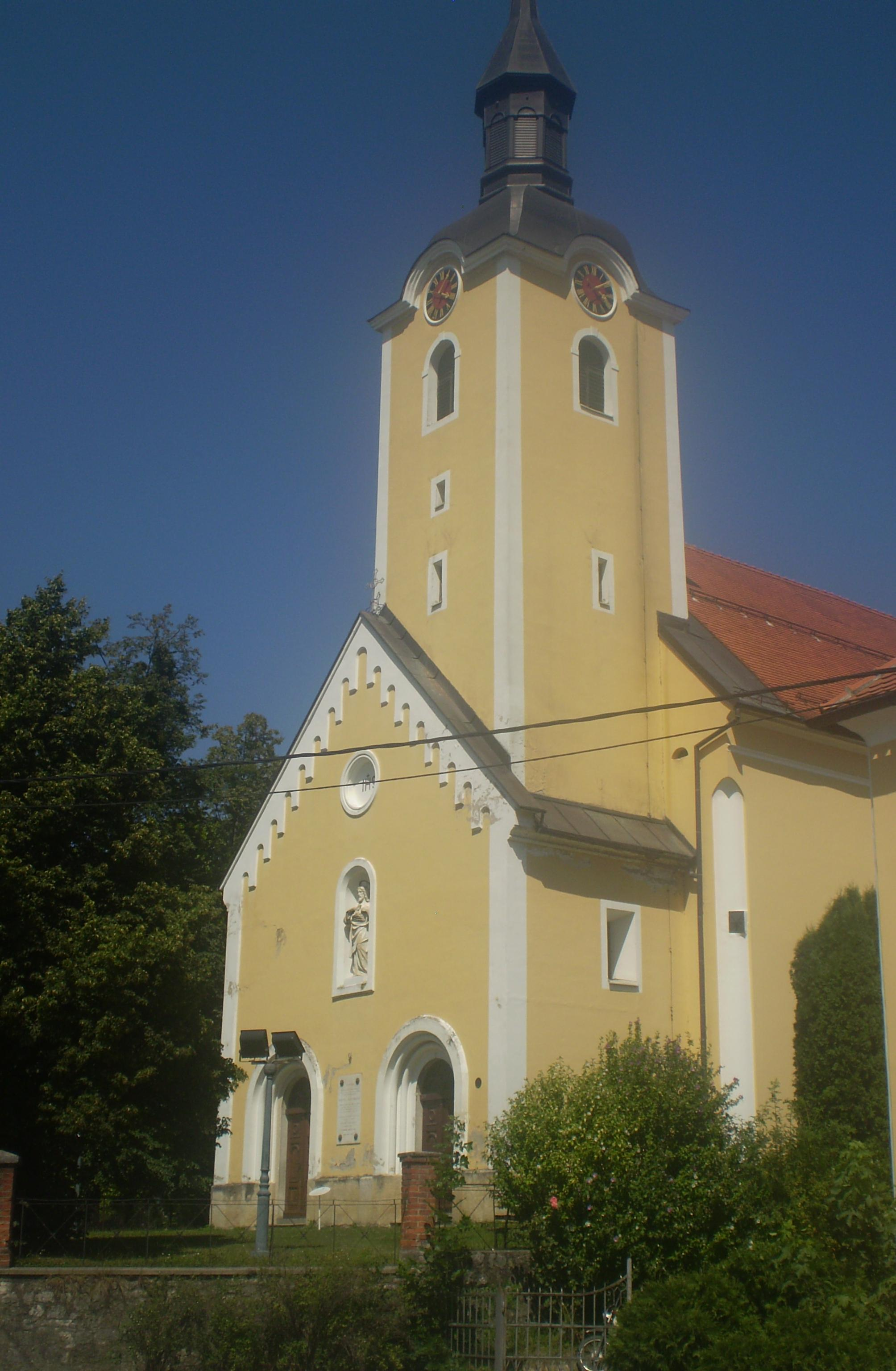
A plébániatemplom elölnézetben

Iváncot magát először 1396-ban említik abban az oklevélben, melyben Palizsnai János vránai perjel megerősíti Béla mezővárosi kiváltságait, és egyben meghatározza Ivánc lakosságának kötelezettségeit. A johanniták Horvátországból való távozása után a 15. század elején itteni birtokaik világi kezekbe kerültek. Így a bélai birtok, melyhez Ivánc is tartozott előbb 1439-től Tallóczy Matkó, majd 1446-tól grebenvári Vitovec Iván horvát bán birtoka lett. 1480-ban Mátyás király hűtlenség címén elvette és királyi birtok lett. Halála után fiának Corvin Jánosnak a birtoka, aki 1500. körül, 5600 aranydukátért Bélát és Iváncot a gersei Pethőknek adta el. Ezután Ivánc 1738-ig a Pethő család birtoka volt és ezalatt uradalmi központtá fejlődött, míg Béla elveszítette korábbi jelentőségét.
A Pethők a 16. század elején megszüntették Ivánc 1396-ban megerősített kiváltságait és lakosait jobbágysorba süllyesztették, akik ez ellen többször fellázadtak. Ősi kiváltságaikat azonban nem sikerült visszaszerezniük. A 16. század elején részben a johanniták egykori Szent János templomának maradványaiból a Pethők felépítették itteni várukat. A várról az első írásos említés 1558-ból egy a gersei Pethők és Szilágyi Tamás közötti birtokper irataiban történik. Az építés ütemét valószínűleg az egyre gyakoribbá váló török támadások is siettették. Ivánc plébániáját 1547-ben említik először. 1564-ben I. Ferdinánd király megerősíti a Pethőket itteni birtokaikban. Az adománylevél az uradalomhoz tartozó falvak felsorolása mellett megemlíti, hogy Ivánc vára újjáépült, melyből arra lehet következtetni, hogy egy korábban lebontott erődített épület helyére építették. A régi vár területén végzett régészeti kutatások és a megtalált sok gótikus töredék megerősítették, hogy a Pethő család a korábbi Szent János templom maradványain új templomot épített, melyet az egyházi vizitáció 1649-ben említi először, de 1674-ben már romos volt.
A vár sokszög alakú volt három védőtoronnyal. A falak a régi templomot vették körül, mely szintén arra utal, hogy egy korábbi erősség falainak és védőárkának nyomvonalát követték. Az árokba a Bistrica vizét vezették és a rajta átívelő híd vezetett a bejárathoz.

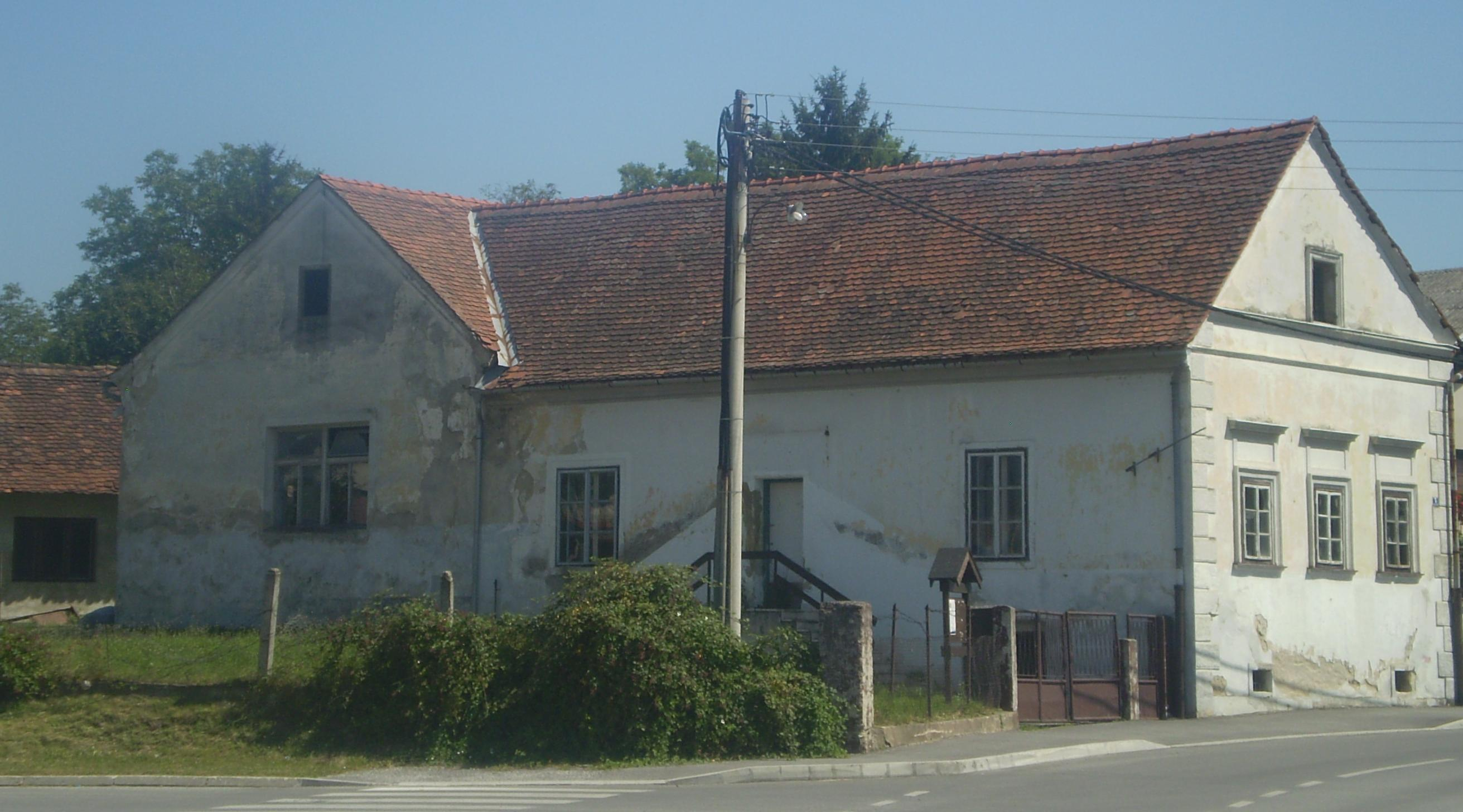
A régi iskola épülete

1728-ban meghalt Pethő János és vele fiágon kihalt a gersei Pethő család. Miután 1730-ban özvegye Falussy Borbála is elhunyt a birtok a királyra szállt. III. Károly király 1740-ben Bélával, Cerjével és Jurketineccel együtt Erdődy Lászlónak adományozta. Erdődy a kastélyt 1744. körül felújíttatta és egy második emeletet húzatott rá. A kastély körüli sáncárok vizét elvezettette, áthelyeztette a kápolnát és megszüntette a kastély udvarán lévő temetőt is. A család nem birtokolhatta háborítatlanul Iváncot, mert a gersei Pethők leányági leszármazottai 1763-ban pert indítottak a visszaszerzéséért. A pereskedés 54 évig tartott, végül 1817-ben azzal zárult, hogy Ivánc a Pethők leszármazottjáé lett, akik 1818-ban báró Pohárnoki-Hotkowich Ádámnak és Kukuljevich Antalnak adták el. 1867-ben a Kukuljevichek az egész kastélyt megvették és lényegében a második világháború végéig a birtok urai maradtak. A várkastély tetőzete 1943. október 27-én egy partizántámadás okozta tűzvészben leégett. A pusztulóban levő kastély maradványait 1946-ban államosították, majd miután helyreállítása elmaradt 1959-ben teljesen lebontották. Ma park van a helyén, ahol régészeti feltárások folynak.
A város a trianoni békeszerződésig Varasd vármegye Ivaneci járásának székhelye volt. 2001-ben a városnak 5434, Ivanec községnek összesen 14434 lakosa volt.

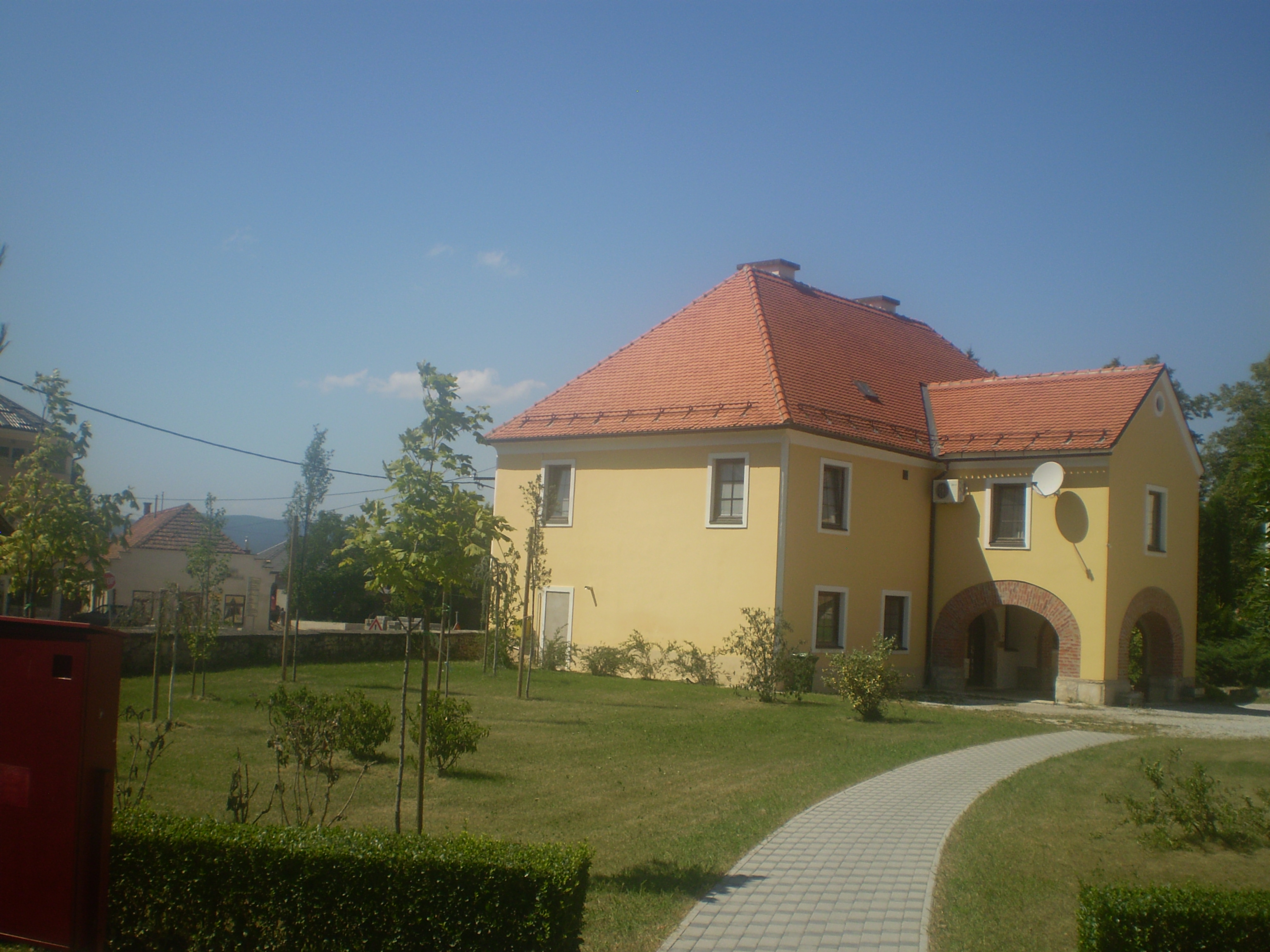
A plébánia barokk épülete

## Nevezetességei
- Ivánc régi várának helye a plébániatemplom északi oldalán található városi park területe. A legutóbbi ásatások során feltárták kastélynál sokkal régebbi román kori Keresztelő Szent János templom maradványait.

- Szent Mária Magdolna tiszteletére szentelt római katolikus plébániatemplomát[2] 1758 és 1760 között gróf Erdődy László és felesége Illésházy Mária építtette. Mai formáját az 1894-es átépítés után nyerte el. A kereszt alaprajzú templomnak tágas szentélye és oldalkápolnái vannak. Berendezése között számos, történetileg jelentős, értékes szobor és festmény található. Különösen értékes a középkori eredetű oroszlános keresztelőmedence, mely valószínűleg a korábbi templomból származik.  A kórus kő tartópillérein kagyló alakú díszítés látható az 1673-as évszámmal. A hajó déli falában gersei Pethő János 1616-ban készített sírköve található befalazva. A vastag mészvakolat alól gazdagon díszített mennyezetfreskók kerültek elő, melyet a pálosok híres freskófestője, Ivan Ranger művészetéhez közelálló mester, de lehet hogy a mester maga készített. A kórus barokk falfestményeit Antun Dovečer festette 1779-ben. Műtárgyai körül kiemelkedik egy barokk monstrancia, mely Krisztus keresztjének egy darabját tartalmazza. A templom orgonáját 1887-ben készítették. Értékes ólomüveg ablakait 1895-ben Karl Seyling műhelyében Bécsben készítették. A főapszis ablakán Mária Magdolna, a szentély északi oldalán pedig Szent Rafael és Tóbiás látható.
- A plébánia barokk épülete.
- A Szent Donát kápolna 1748-ban épült, azonban az idők folyamán romos állapotú lett. A téglát és tetőcserepet 1891-ben Kukuljevch László adományozta, a hívek pedig pénzadományokkal és önkéntes munkával járultak hozzá a megújításához.